# Portland Streetcar

A rendszer logója

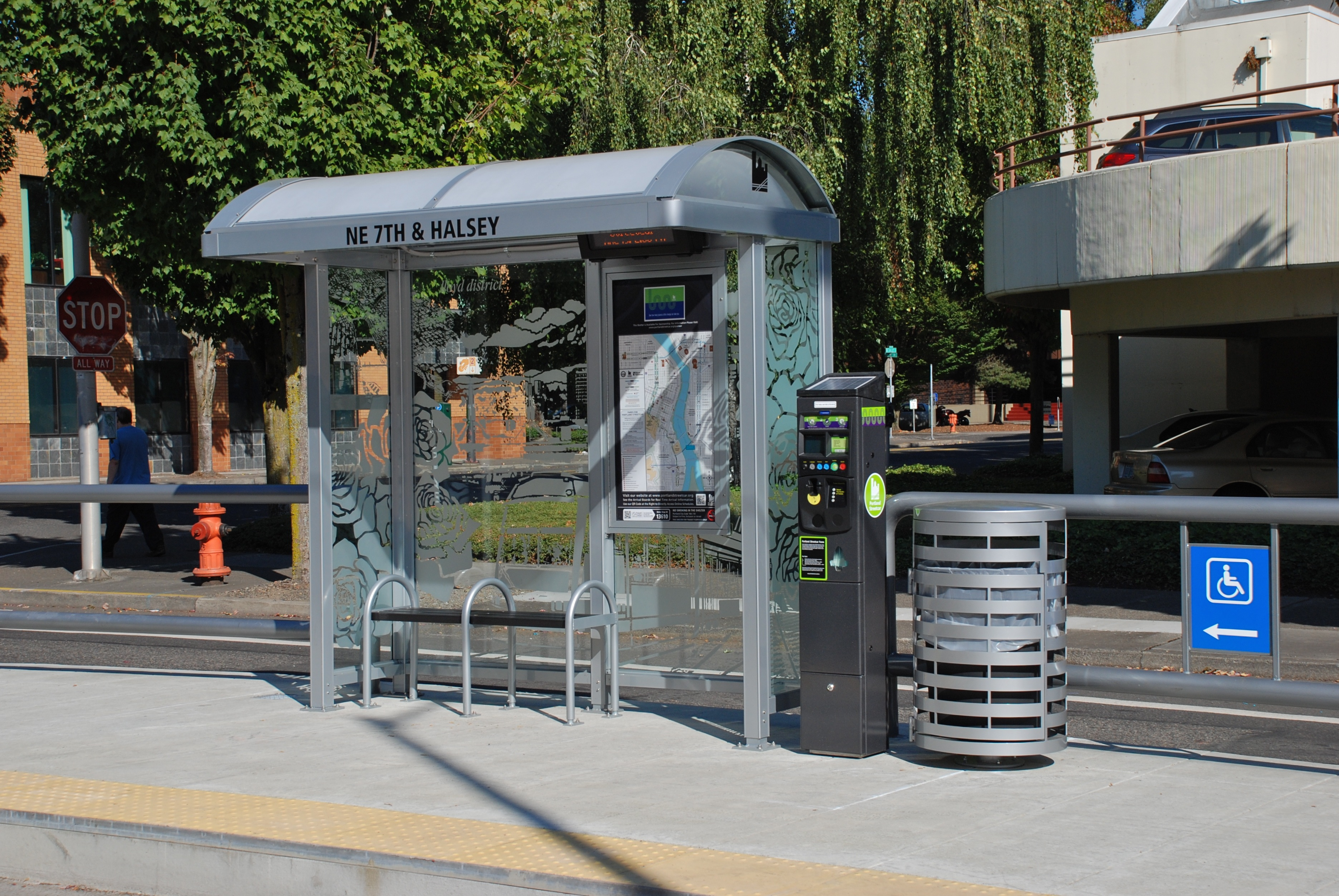
Egy átlagos megálló

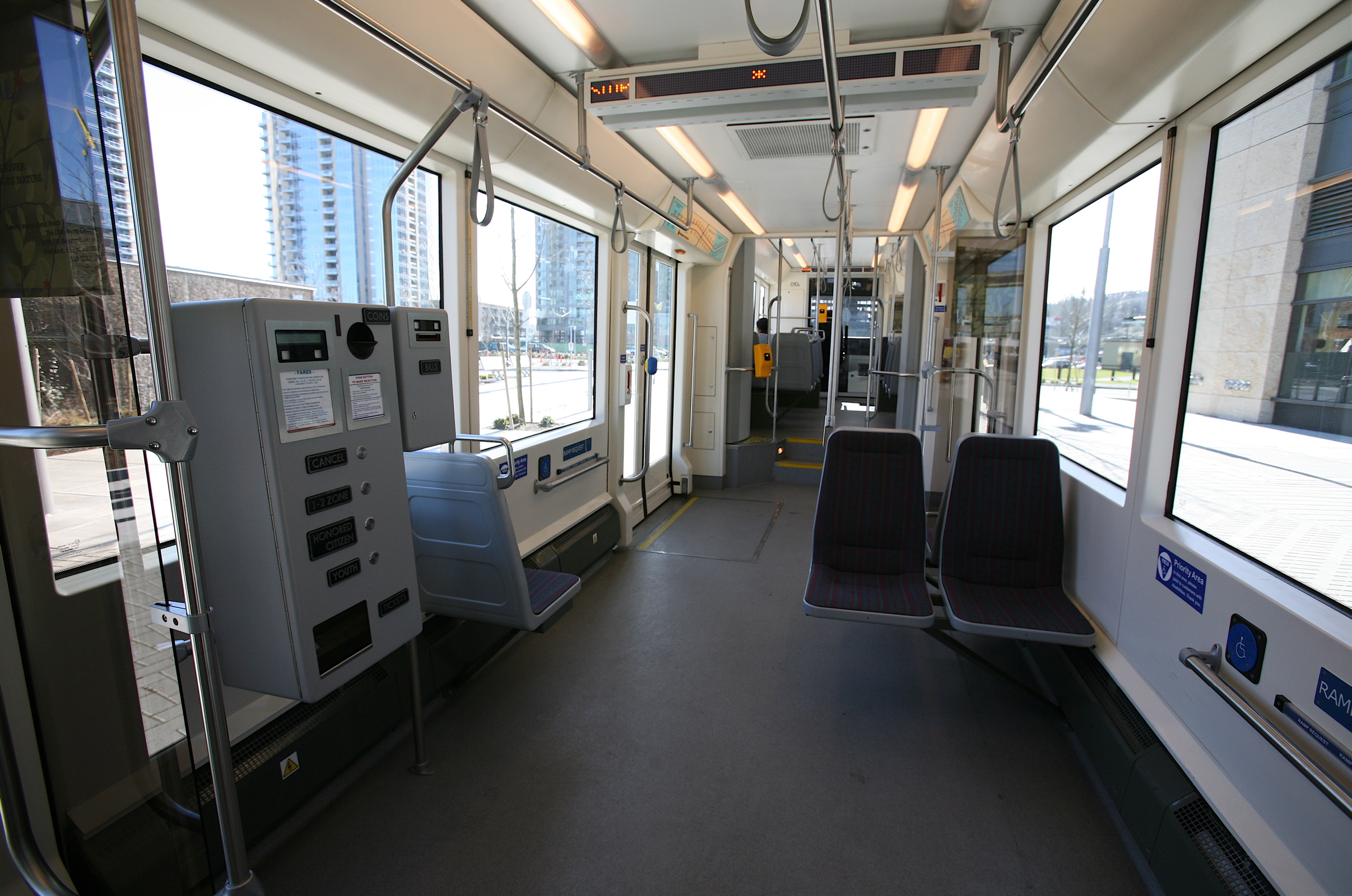
A villamosok beltere

A Portland Streetcar az Oregon állambeli Portland villamoshálózata, amely 2001-ben kezdte meg működését. A rendszernek két, a belvárosban üzemelő vonala van: a 6,3 kilométer hosszú NS vonal a South Waterfront–Gyöngynegyed, míg a 2012 szeptemberében megnyílt CL (Central Loop, ma A és B) körjáratok a belvárost kötik össze a középkeleti ipari parkkal az ipartudományi múzeumot és a Willamette-folyót is érintve. 2015 szeptemberétől az A járat az óramutató járásával megegyezően, míg a B ellenkezően közlekedik. A teljes hálózaton naponta 20 ezren utaznak. A pálya legkisebb ívének hossza 18 méter.
A rendszer üzembentartója a TriMet, a pálya tulajdonosa a portlandi önkormányzat, működtetője pedig az önkormányzat közlekedési tanácsa alá tartozó Portland Streetcar, Incorporated.
Az eredeti vonalakhoz hasonlóan itt is cél volt a környék fejlődése, fejlesztése. A második világháború óta ez az Egyesült Államok első, modern járműveket használó hálózata.

## Történet

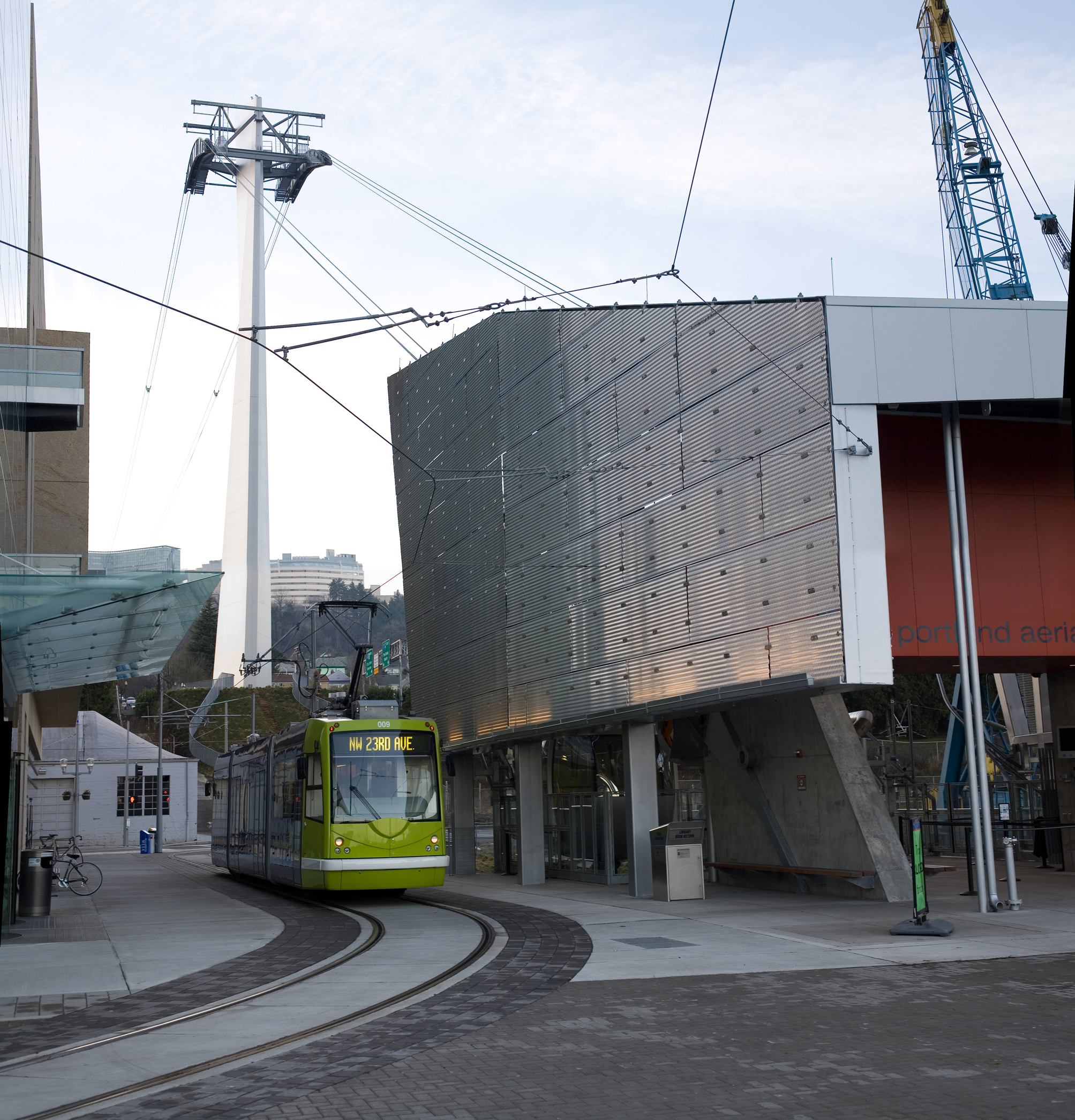
Villamos a libegő alsó végállomásánál

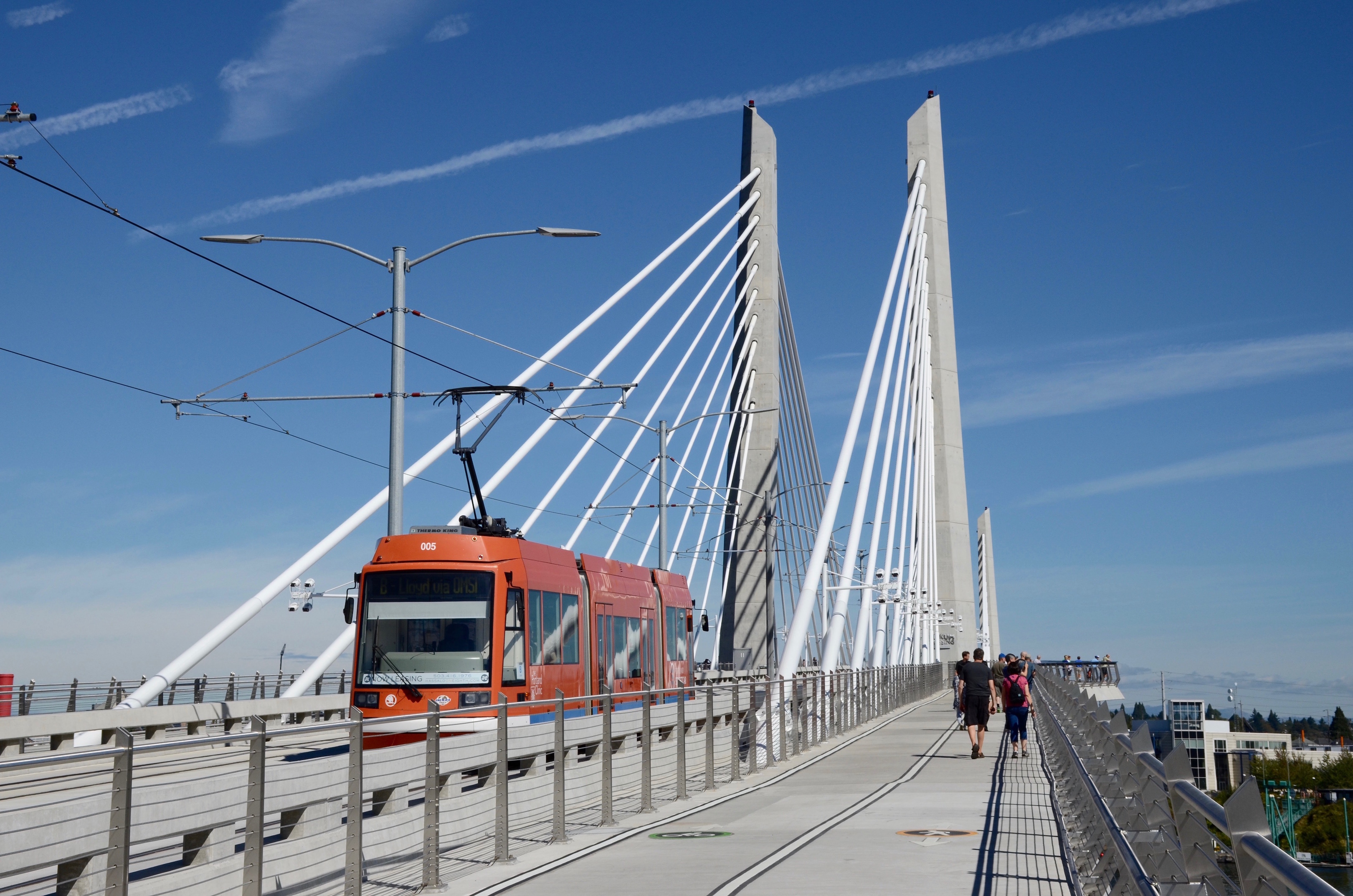
A Tilikum Crossing 2015 szeptemberében

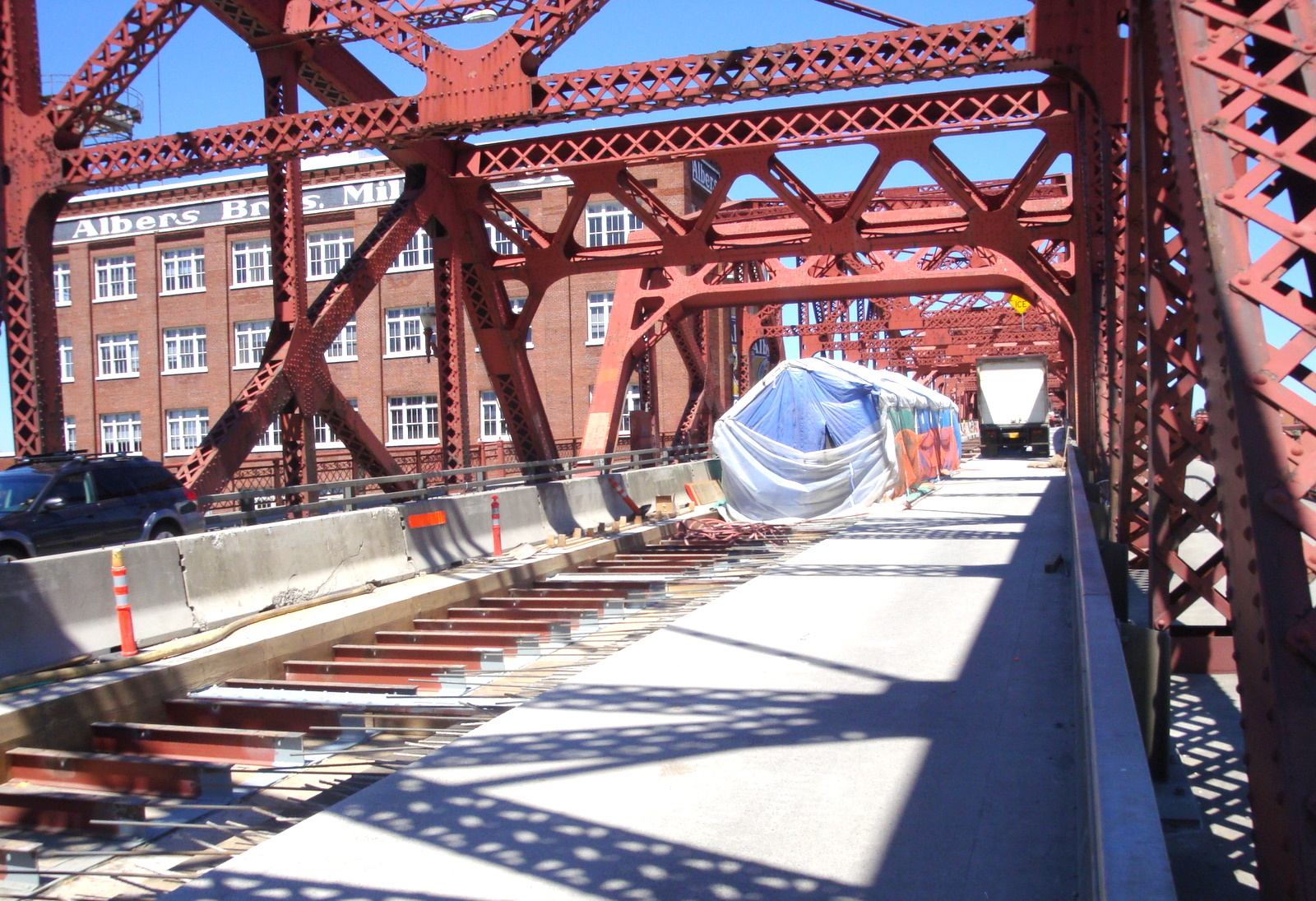
Munkálatok a Broadway hídon

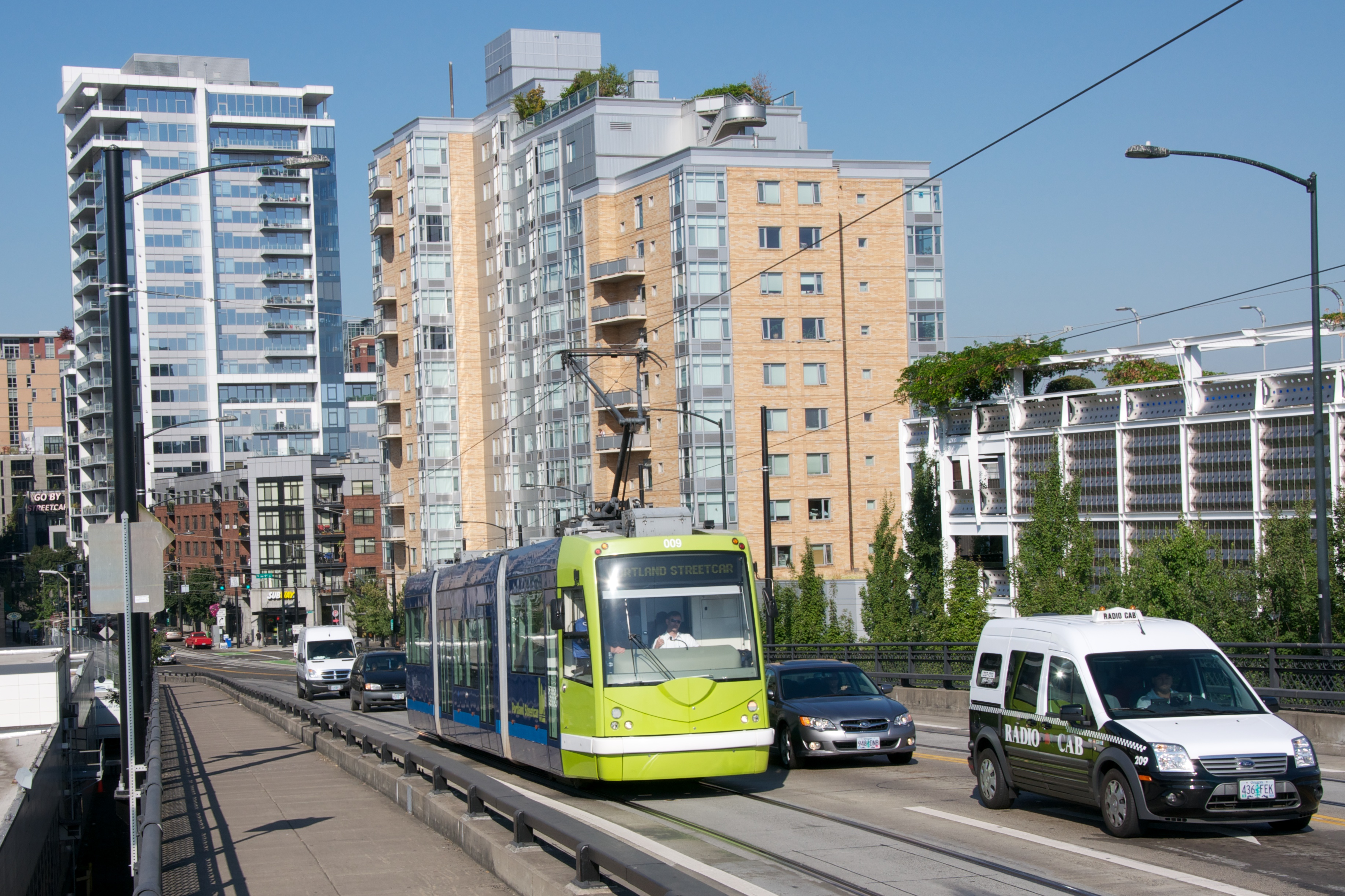
Jármű a Glisan utcában, a Broadway híd felé

Az 1988-as tervek alapján Portland építészei 1990-ben komolyabban is vizsgálni kezdték a villamos kialakításának lehetőségeit, amelyre ekkoriban Central City Trolley-ként hivatkoztak. A kocsik a Portland Vintage Trolley-n használt replikák lettek volna. Később a „trolley” szót „streetcarra” cserélték, mivel a tervezők szerint előbbi azt a látszatot kelti, hogy a hálózatot csak látványosságként üzemeltetik. 1993-ban úgy döntöttek, hogy a nosztalgiajárművek helyett modern villamosok fognak közlekedni. 1995-ben kiszámolták, hogy a Portland északnyugati részétől a Portlandi Állami Egyetemig tartó vonal $30 millióba kerülne.
Az első vonal egy 7,7 km hosszú, az óramutató járásával ellentétesen haladó, egy vágányon közlekedő járat volt. A 2001. július 20-án elindított vonal az egyetemtől északra haladva érintette a Gyöngynegyedet, majd nyugatra az északnyugati 23. sugárút felé vette az irányt, majd a párhuzamos utcákon visszatért az egyetemhez. Az 57 milliós projektből 5 milliót szövetségi forrásokból teremtettek elő, a maradékot önerőből pótolták ki.
2005. március 11-én egy 1 kilométeres szakaszt helyeztek üzembe dél felé, az egyetem és a RiverPlace között. Ez volt a South Waterfront kiszolgálásának első fázisa, melynek része volt az egészségtudományi egyetem hálózatba csatlakoztatása is. Ehhez 91 méter hosszan újabb egyvágányos szakaszt építettek a Montgomery utca és a 4. sugárút mentén, ahol az irányítást jelzőkkel biztosítják. Ez a hosszabbítás 18,1 millió dollárba került, mivel az ekkoriban tervezett 10 perces követési időhöz két új villamost is vásároltak. 2005-ben a rendszert a Rudy Bruner Városi Kiválósági Díj aranyérmével tüntették ki.
2006. október 20-án újabb, 680 méteres szegmens nyílt meg a libegő alsó végállomásánál, a South Waterfront negyedben lévő délnyugati Gibbs utcánál. A következő öt évben ez volt az egyetlen szakasz, ahol a villamosok a forgalomtól elkülönítve, a nosztalgiajáratok által használt pályán haladtak. Az egyvágányú szakaszon mindkét irányban közlekedtek járművek. Ezt az állapotot ideiglenesnek tervezték; 2011 novemberétől az átépített Moody sugárúton már két vágányt használhattak a járatok. Ezzel egyvágányos szakasz már csak a 4. sugárúton (Montgomery) található. 2012 nyarán a Gibbs utcánál új gyalogoshidat adtak át, így az Interstate 5 által elvágott Lair Hill kerület is tömegközlekedési kapcsolatot kapott.
2007. augusztus 17-én új szakaszt helyeztek üzembe a Gibbs utcától délre, a SW Lowellig és Bondig, ezzel a South Waterfront negyed feltárása sokat javult. A 10 utcasaroknyi, háromnegyed kilométeres bővítés a SW Moody/Gibbstől délre, a Moody sugárúton halad; a Lowell utcán keletre, a Bond sugárúton pedig északra veszi az irányt, és elhalad az egészségtudományi egyetem gibbsi épülete előtt is, ahol a libegőre lehet felszállni.
Az önkormányzat 2008-as becslései alapján a villamoshálózat megjelenésének köszönhetően 10 ezer lakóház és 500 ezer négyzetkilométernyi ipari- és kereskedelmi terület létesült.
2010-ben a járatokon átlagosan heti 11 900 utazást regisztráltak. 2012. augusztusban ezt tízezer környékére becsülték, de ez függ például az év időszakától (a forgalom számottevő részét a Portlandi Állami Egyetem adja). 2012 nyarán az előző 12 hónap adatai alapján a napi 11 200 utazás történt.
2012. szeptember 1-jén megszűnt a Free Rail Zone (2010 előtt Fareless Square), melynek határain belül (a belváros és a Gyöngynegyed között) ingyenesen lehetett utazni. Ezzel egy időben a TriMet bevezette az új egy dolláros, csak a villamosokon érvényes vonaljegyet.
2012. szeptember 22-én elindult az időközben Central Loop Line-nak (CL vonal) elnevezett keleti szárnyvonal.
2015. augusztus 30-án a körjáratokat Loop Service-re keresztelték át. Az A járat az óramutató járásával megegyezően, a B pedig azzal ellenkezően jár.

### Keleti szárnyvonal
Az 5,3 kilométeres hosszabbításhoz szükséges közműkiváltások 2009 augusztus közepén kezdődtek. A vágányokat 2010 áprilisában fektették le, ekkor az átadást öt hónap csúszással, 2012 április helyett szeptember 22-re tervezték. A munkálatok a Broadway hídra is kiterjedtek, így mivel a hajók áthaladásához a híd közepét fel kell emelni, minden vízi járművet 3 nappal előre be kellett jelenteni.
2003 júniusban a közlekedési osztály megrendelt egy hatástanulmányt a Lloyd negyed és a középkeleti ipari park között kialakítandó vonalról, aminek igénye már két évvel korábban is felmerült. A Lloyd negyedben ki szerettek volna alakítani egy pályaudvart, ahová a villamosok, a tram-trainek és a buszok is befutnak, ezen felül abban reménykedtek, hogy a villamos vonzóbb lesz, mint az ekkor a két végpontot összekötő 6-os busz, és felgyorsítja a környezet fejlesztését is. A leendő vonal menti vállalkozások is támogatták a projektet, mert szerintük így több vásárló érkezik majd a belvárosi üzletekbe.
A tervezetre az agglomerációs tanács 2006 júliusában, a portlandi önkormányzat pedig 2007 szeptemberében bólintott rá; ez utóbbi a városi költségvetésből 27 millió dollárt különített el e célra. A teljes összeg $147 millió, melynek felét szövetségi forrásokból fedezik. 2009. április 30-án Ray LaHood közlekedési titkár bejelentette, hogy a kormány a Portland által igényelt teljes összeget (75 millió) biztosítja. A pénzügyi részben nagy szerepe volt Earl Blumenauer és Peter DeFazio képviselőknek, akik garantálták, hogy a kivitelezés azonnal indulhat, amint a városvezetés elfogadja a finanszírozási tervet. A hiányzó összegből húszmilliót Oregon, 15,5 milliót helyi vállalkozások, a maradékot pedig különböző helyi és regionális források fedeztek. A kivitelezés 2009 augusztusában indult.
Az útvonalat 2007-ben véglegesítették; déli irányban a pálya hosszabb lesz. A 10. sugárútról (Lovejoy) letérve új pályájára keleti irányban átszeli a Willamette-folyót a Broadway-hídon keresztül a Lloyd negyedig, majd dél felé fordulva elhalad a kongresszusi központ előtt, majd a Grand és Martin Luther King Jr. sugárutakon keresztül az ipartudományi múzeumhoz, belső végállomásához érkezik. A Lloyd negyedtől a déli irányú járművek a 7. sugárút mentén (Weidler és Oregon utcák) a Lloyd Center és az irodaépületek előtt elhaladva a Martin Luther King Jr. sugárúton délre, a Grand sugárúton pedig északra haladva közelítik meg a múzeumot. A végállomás egy sarokra található a vasúttörténeti központtól (Oregon Rail Heritage Center).
A pálya becsatlakozik a MAX narancssárga vonalának Milwaukie felé tartó vágányába, és a két vonal egy nyomvonalon szeli át a Willamette-folyót a Tilikum Crossingon. A South Waterfront negyedben becsatlakozik az NS vonalba, így a teljes hálózatra kiterjedő kör jött létre; ezért a keleti bővítést gyakran „keleti körjáratnak” vagy „Portland Streetcar körjáratnak” nevezték. 2012 tavaszán végül megkapta a Central Loop Line (központi körjárat) nevet, de a kör bezárása a megnyitástól 3 évbe telt. A narancssárga vonal a TriMet, míg a villamos az önkormányzat tulajdona, de a TriMet és az agglomerációs vezetés megállapodásának köszönhetően megépülhetett a Tilikum Crossing, ahol a két járat közös pályán haladhat, valamint a hidat használhatják még buszok, kerékpárosok és gyalogosok is, de egyéb gépjárművek nem hajthatnak fel rá.
A költségvetésbe (148,3 millió dollár 2012 augusztusában) új járművek megvételét is belekalkulálták, így 2009 augusztusában hat új kocsit rendeltek a United Streetcartól, de ezt a mennyiséget később ötre csökkentették.
Az új, CL vonal 2012. szeptember 22-én indult el. A követési idő hétköznapokon 18, szombaton 17, vasárnap pedig 20 perc. A megnyitóval egyetemben az NS vonal külső szakaszain ritkább közlekedést vezettek be: hétköznapokon 12–13 helyett 14 percenként járnak a villamosok; de ezzel együtt a 10. és 11. sugárutaknál, ahol a két járat találkozik, a járatok 7 percenként követik egymást.

## Vonalak
2012 szeptembere óta a hálózatnak két vonala van, amelyek a belvárosi West Enden keresztülhaladva, a 10. és 11. sugárutak egy szakaszán közös pályán közlekednek:
- A és B vonalak (Loop Service, korábban Central Loop Line, CL vonal): Portlandi Állami Egyetem – West End – Gyöngynegyed – Broadway híd – Lloyd negyed – Kongresszusi Központ – Középkeleti ipari park – Ipartörténeti Múzeum – Tilikum Crossing – Riverplace
- NS vonal: Északnyugati 23. sugárút (Szamaritánus kórház) – Gyöngynegyed – West End – Portlandi Állami Egyetem – RiverPlace – South Waterfront

A villamosok által használt pálya teljes hossza 11,6 km. Az eredeti szakasz (a mai NS vonal) hossza 2007 óta 6,3 km, míg a 2012-ben indult körjáratok (akkoriban CL vonal) ehhez további 5,3 kilométert adtak. A közös szegmens hossza 1,7 km.
Az NS vonalon 8,5 km-nyi pálya egyirányú; ezek eleve egyirányú utcákban futnak; a két irány a szomszédos, egymással párhuzamos utcákban halad. A fennmaradó szakaszon a járművek saját pályán, biztosított közúti átjárókkal közlekednek. A körjáratok szinte teljes hosszon egyirányú utcákat követnek, ez alól kivétel az Ipartörténeti Múzeum környéke és a Broadway híd. A második vonal megnyitásával a hálózatnak 76 megállója van.

## Működés

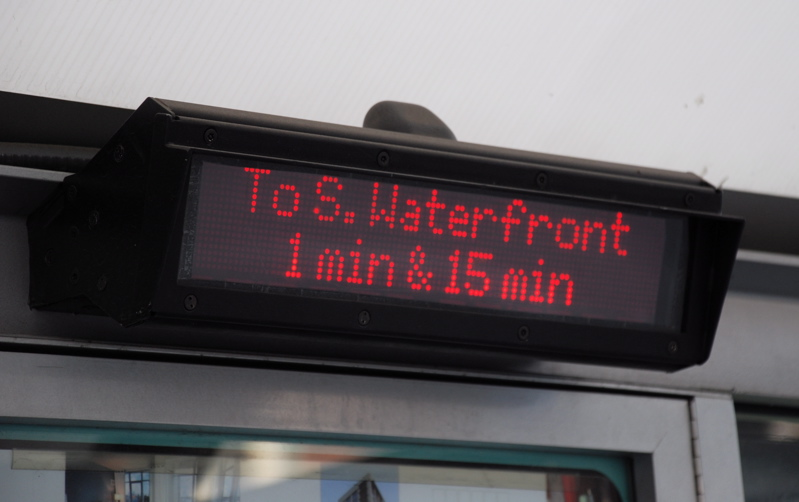
Megállóhelyi kijelző

A követési idő 12 perc, 10:30 előtt 14 perc, peremidőszakokban és vasárnapokon pedig ennél ritkább. Minden megálló fel van szerelve a NextBus járatfigyelő rendszerével.
A járművekre csak érvényes jeggyel, bérlettel, vagy ingyenes utazásra jogosító dokumentumokkal lehet felszállni, ahol szúrópróbaszerűen ellenőriznek. Habár két különálló rendszer, a villamosok és a Metropolitan Area Express járművei közötti egyszerűbb átszállás érdekében tarifaközösséget vezettek be.
A belvárosban és a Gyöngynegyedben futó szakaszokon 2012. szeptember 1-je előtt a Fareless Square (később Free Rail Zone) szegmens részeként ingyenes volt az utazás.
Jegyeket a minden megállóban megtalálható automatákból lehet vásárolni, amit felszállás után a magyarországi villamosokhoz hasonlóan érvényesíteni kell. A tarifaközösségnek köszönhetően mind a Portland Streetcar, mind a TriMet buszaira, vonataira és HÉV-jére megváltott jegyek felhasználhatóak; ezért a villamosvonal automatáiból akár TriMet jegyek is megválthatók. 2012 szeptembere előtt mind a második, mind a harmadik tarifazónába érvényes jegyeket is árultak annak ellenére, hogy a villamos teljes egészében az egyes szegmensben fut. A váltással egy időben szüntették meg az ingyenes utazási övezetet is, innentől minden vonaljegy két és fél óráig érvényes.
Az NS vonal járművei nyugaton kezdik a napot (NW Northrup és 16. utca); az első megálló a Marshall (északnyugat 23. sugárút). A kocsiszínbe haladó villamosok utolsó megállója a Lovejoy (északnyugati 18. utca).
A körjáratok keleten, NW Lovejoy megállónál (15. utca) kezdenek, az első megálló a Lovejoy (északnyugati 9. utca). A kocsiszín felé futó járatok utoljára az NS vonal Northrup megállójánál (északnyugati 14. utca) állnak meg.

### Járművek
| Típus                               | Mennyiség | Gyártás éve | Pályaszám-csoport |
| Jelenlegi                           | Jelenlegi | Jelenlegi   | Jelenlegi         |
| ----------------------------------- | --------- | ----------- | ----------------- |
| Škoda 10 T                          | 7         | 2001–2002   | 001–007           |
| Inekon Trams Trio Type 12           | 3         | 2006        | 008–010           |
| United Streetcar 10T3 (prototípus)  | 1         | 2009        | 015               |
| United Streetcar 100                | 6         | 2010–2014   | 021–026           |
| Összesen                            | 17        |             |                   |
| Korábbi (nosztalgiavillamos)        |           |             |                   |
| Gomaco Council Crest (brit másolat) | 2         | 1991        | 513–514           |

#### A jelenlegi flotta

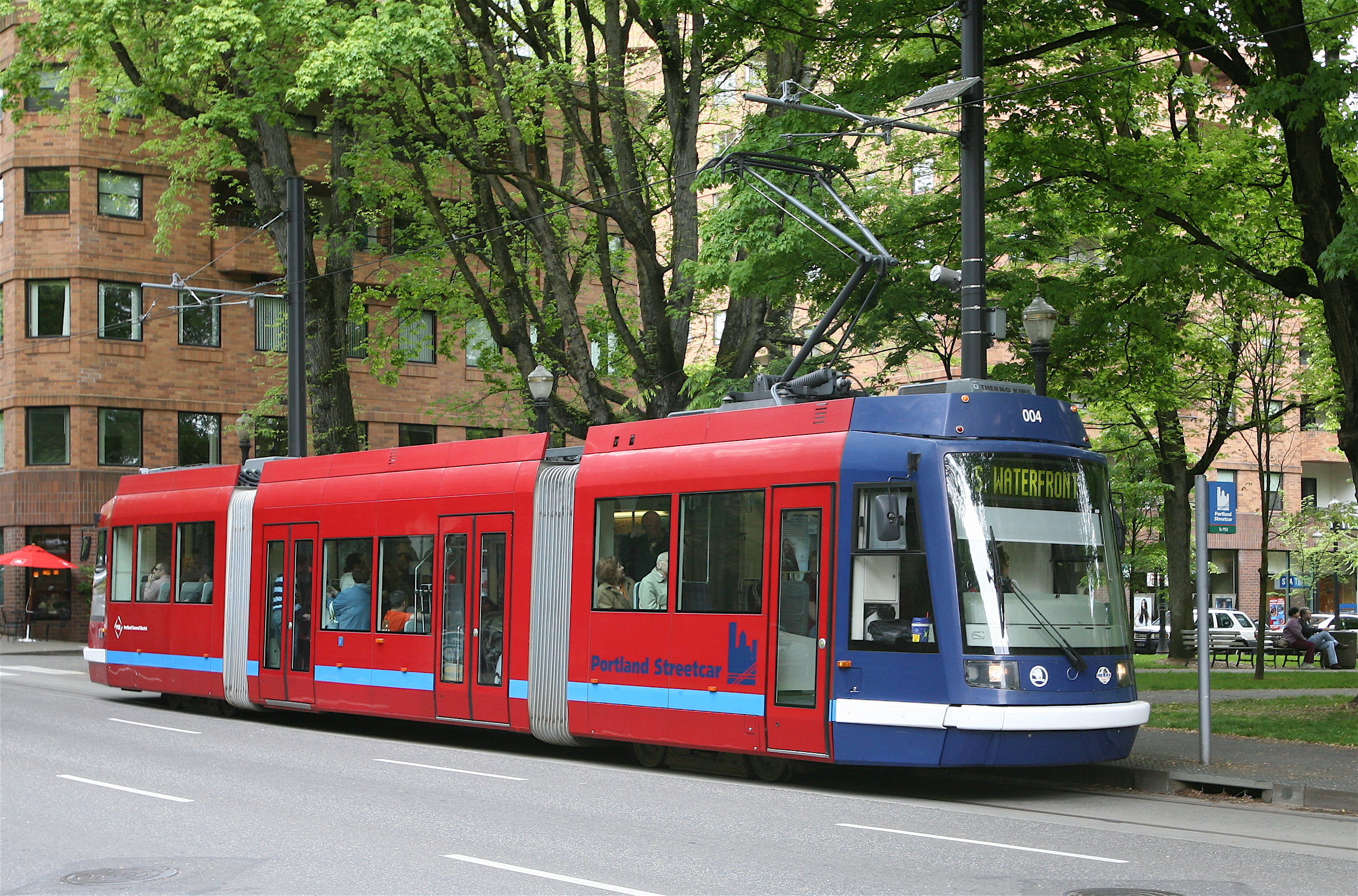
Villamos a Portlandi Állami Egyetemnél

Az első tíz, 2009 előtt vásárolt kocsit Csehországban szerelték össze, a tengerentúlra már kész állapotban érkezett. A későbbi járműveket a Clackamas megyei United Streetcar, LLC. gyártotta. A járművek rendelkeznek alacsony padlós szakasszal, oldalankét egy-egy ajtónál pedig rámpával. Mivel a közúti forgalommal közösen haladnak, a tram-train kocsijaihoz képest rövidebbek és szűkebbek, valamint mivel könnyebbek, a pálya megépítése is olcsóbb. A budapesti Combino villamosokhoz hasonlóan a járművek két végén a csatolt üzemmódhoz szükséges eszközöket szoknyalemez takarja, ezeket pedig csak vontatáshoz használják.
A 11. villamost 2009-ben szállították le, de csak 2012 szeptemberében állt üzembe. A 11 kocsit négy ütemben szállították 2001 és 2009 között. 7 járművet a Škoda, 3-at az Inekon, egyet pedig a United Streetcar épített. Ezek szinte minden részletükben megegyeznek, mivel alapjuk az első, Škoda által készített széria.
Az első öt jármű (001 és 005 közötti számcsoport) 2001-től, a 006-os és 007-es 2002-től szállít utasokat. Ezeket a Škoda és az Inekon közösen építette; a Škoda 10T (eredetileg Astra 10T) tervezésében az Inekon vállalt oroszlánrészt, míg az összeszerelést a Škoda plzeňi üzemében végezték.
A South Waterfront felé történő hosszabbításhoz három további járművet (008–010 közötti pályaszámok) rendeltek, azonban a Škoda és az Inekon közötti együttműködés megszakadt, így utóbbi a járműveket Ostravában, a helyi közlekedési céggel (Dopravní Podnik Ostrava) közösen gyártotta le. A partnerkapcsolatot először DPO–Inekonnak, később Inekon Tramsnek hívták. Az utolsó három kocsi 12-Trio típusú, alkatrészeik pedig kompatibilisek az előző szériával. A villamosok 2007 januárjában érkeztek Portlandbe, és a futáspróbák elvégzése után, májusban állították őket forgalomba.

#### Hazai gyártású kocsik

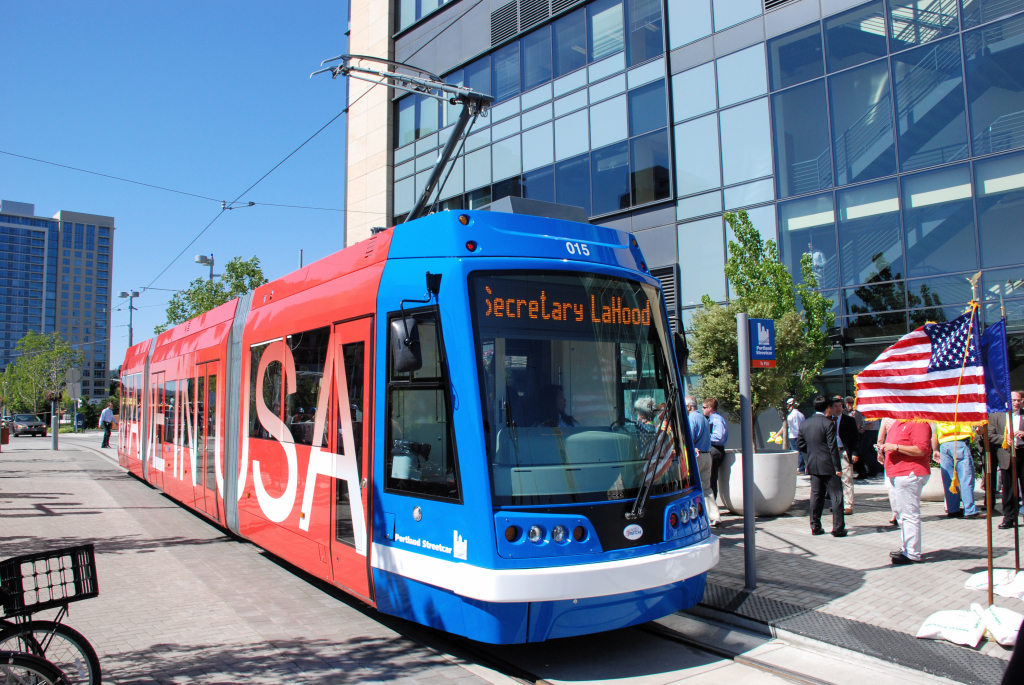
A 015-ös pályaszámú prototípus

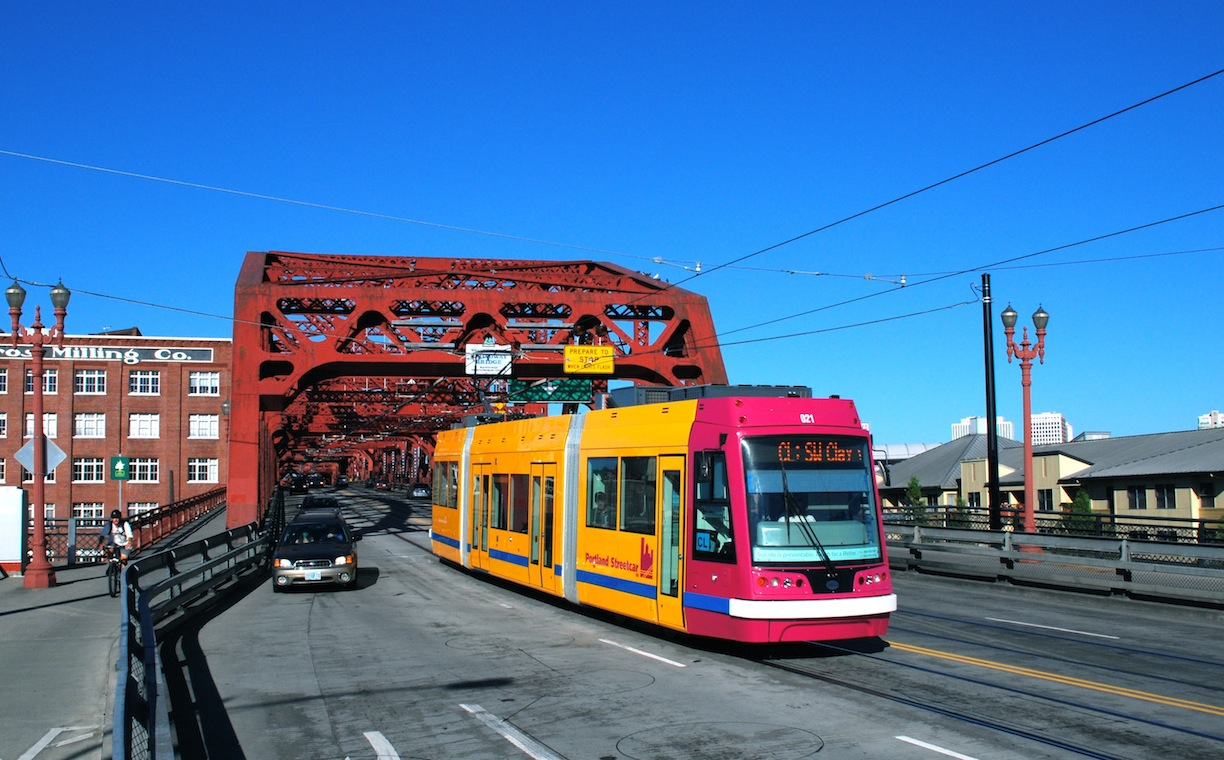
021-es kocsi, a sorozatban gyártott United Streetcar-járművek első darabja

A következő jármű 2009. május 15-én érkezett; ez már egy Škoda licenc alapján az USA-ban összeszerelt kocsi volt. A villamos 2012 szeptemberében állt forgalomba.
Egy 2005-ös szövetségi rendelet 4 millió dollárt különített el egy hazai villamos létrehozására. Peter DeFazio kongresszusi képviselő elmondta, hogy a feladatot a clackamasi Oregon Iron Works kapja, a prototípust pedig Portlandnek adják.
Ezzel egy időben szerették volna, ha az Egyesült Államok villamosgyártásba kezdene, mivel ekkor ezzel foglalkozó vállalat még nem volt az országban, így ezeket a járműveket Európából kellett beszerezni. A Portland Streetcar megvalósításához kezdetben nem használtak fel szövetségi forrásokat; ezek későbbi elnyerésének a feltétele, hogy a 49 U.S.C. törvény § 5323j paragrafusának értelmében a járműveknek legalább 60%-ban honi gyártású alkatrészekből kell állnia.
2006 februárjában a Škoda Transportation és az Oregon Iron Works megállapodott új, a fenti kritériumnak megfelelő járművek legyártásával kapcsolatban. 2006 közepén a portlandi vezetés közbeszerzést írt ki egy darab járműre, amelyet 2007 januárjában az Oregon Iron Works meg is nyert. A cég ezután létrehozta a United Streetcar, LLC leányvállalatot.
Az új gyártó prototípusát, a 015-ös pályaszámú kocsit 2009. május 15-én kapta meg a város, de csak 2012-ben állt forgalomba. A villamos a végek kinézetének kivételével megegyezik a Škoda 10T-vel. A 10T-ből három altípus fut a városban, a 10T0 (001–005), a 10T2 (006–007) és a 10T3 (015). A piros-kék dizájnú, oldalain „Made in USA” feliratot viselő járművet 2009. július 1-jén adta át Ray LaHood közlekedési titkár.
A 015-ös kocsi végül csak három év késéssel, 2012 szeptemberében állt forgalomba. Ennek oka az volt, hogy a hajtásrendszert elégtelennek találták, így a wisconsini Milwaukee-ben található Rockwell Automation rendszerére cserélték, illetve futáspróbákat kellett végezni. A kocsi hajtását a Škoda gyártotta, míg az előző járművekét az osztrák Elin EBG, a Škoda azoknál csak a szerelést végezte. A futáspróbák 2009 nyár végén kezdődtek, de ezek során meg nem nevezett problémákba futottak, és ezek megoldásában a gyártó és a megrendelő nem tudtak megegyezni. Ekkor a Rockwell Automation több érintettel is tárgyalásokba kezdett; ezáltal egyben a hazai gyártású alkatrészek aránya 70-ről 90%-ra nő, így sikerül elnyerni a 2,4 milliós szövetségi támogatást. A 015-ös kocsit 2010 májusában visszaszállították az Oregon Iron Works Délnyugat-Portlandben elhelyezkedő gyárába, ahonnan a hajtásrendszer cseréje után 2012. április 30-án tért vissza tulajdonosához. A csere költségeit a 600 ezer dolláros önrész mellett 2,4 millió dolláros szövetségi támogatásból fedezték. A futáspróbák júniusban kezdődtek és szeptember 21-ig tartottak. A jármű végül másnap, a körjáratok indulásának napján állt forgalomba.
Ezalatt a város 2009 augusztusában öt (eredetileg hat) új kocsit rendelt meg a United Streetcartól, amik az új, keleti szárnyvonalon állnának forgalomba. 2010-ben a korábbi problémák miatt módosították a közbeszerzést, így a hajtásrendszert a Škoda helyett az Elin EBG gyártja. Habár a gyár a munkálatokat ekkor még nem kezdte meg, a módosítás miatt nem tudták tartani az eredeti, 2012 decemberi határidőt. Az új sorozat még nem a Rockwell felszerelését tartalmazta, mivel az ekkorra még nem készült el; a városvezetés megítélése szerint ennek kivárása tovább tolta volna az átvételt. Az új járművek a 100-as típusjelet viselik. 2011-ben gyártási hibák miatt megnőtt a járművek ára, ezért az eredetileg tervezett hat helyett csak öt villamost rendeltek; ezeket a 021–025 közti pályaszám-csoportba osztották be. A 021-es kocsit 2013 januárjában szállították le, és június 11-én állt forgalomba. A Tilikum Crossing és a kör bezárása után még egy kocsit (026) vásároltak, amelyet 2014. november 21-én kaptak meg.

### Nosztalgiavillamos

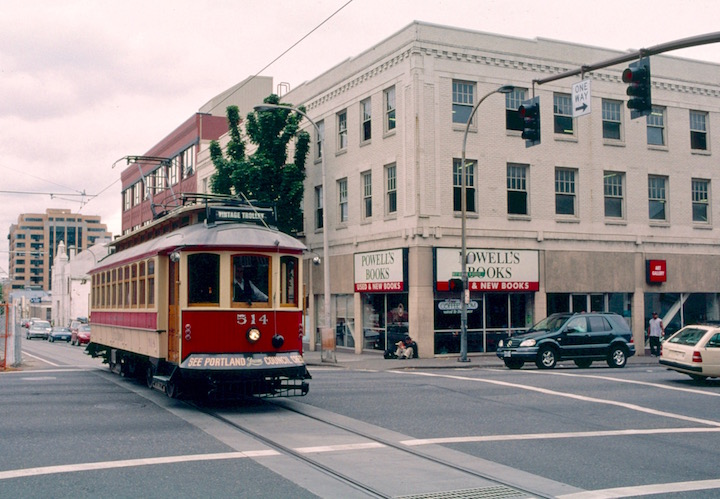
Nosztalgiajármű 2001-ben

2005 végéig a TriMet négy nosztalgiavillamosából kettő a Portland Streetcar flottájába tartozott. A járművek a J. G. Brill Company által 1904-ben gyártott típusának 1991-es replikái. A kocsik hétvégéken közlekedtek, napi egy indulással. Habár a villamosvonalat meghosszabbították a RiverPlace-ig, a nosztalgiajárművek végállomása továbbra is az egyetemnél volt, mivel a régi járművek motorja nem birkózott volna meg a nagyobb emelkedővel. Ezért és más okokból kifolyólag (a kocsik nem voltak akadálymentesek, illetve nem volt bennük járatkövetési lehetőség) 2005 novemberében a szolgáltatást megszüntették. A járműveket visszaadták a TriMetnek, akik egy kocsit 2014-ig még a MAX hálózatán járattak.

### Karbantartóbázis
A járműveket a Portland Streetcar, Inc. 1516 NW Northrup Street címen található székhelye melletti vasúti műhelyben tárolják. Az iparvágányok az Interstate 405 felüljárója alatt (az északnyugati Overton és Lovejoy utcák között) három utcán (észak–dél), valamint a délnyugati 15. és 16. utcákon (kelet–nyugat) futnak.

### Finanszírozás
A járatokat nagyobbrészt a jegyekből, a parkolásból, és a környékbeli vállalkozásokra kivetett fejlesztési adóból tartják fenn. Másik bevételi forrás az általában minimum egy év hosszúságú szponzori szerződés. A tram-trainekkel és buszokkal kapcsolatban rendszerint rövidebb idejű megállapodásokat kötnek. A szponzorok neve szerepelhet a megálló- vagy jármű nevében, az utastájékoztató szövegeiben, illetve a megállókban vagy járműveken lévő reklámokon. Az előzőeken túl a tájékoztató prospektusokat és jegyeladásokat szintén finanszírozhatják.
A keleti vonalon 2009-ben a szövetségi kormány 75 millió dollárt fektetett be, amelynek ötöde szerencsejáték-bevételekből származott, a maradékot pedig a város fizette a fejlesztési tanácson és a helyi cégekre kivetett adókból befolyt összegen keresztül.

## Tervezett fejlesztések
A fenntartók több hosszútávú fejlesztési tervet is kidolgoztak; több megbeszélés után végül 2009 szeptemberében fogadták el az ezekről szóló tervezetet. A pontos vonalvezetés eldöntésében az utasszám- és a közlekedési szokások változása, a területek kisajátíthatósága és a források elérhetősége is közrejátszik.

### Lake Oswego
2004-ben felmerült, hogy a vonalat 10 kilométer hosszan meghosszabbítanák Lake Oswegóig, de utóbbi vezetősége a tervezetet elutasította, így 2012-ben a projektet felfüggesztették.
1988-ban egy helyi önkormányzatokat magában tömörítő konzorcium megvásárolta a Southern Pacific Railroad 10 km-es, használaton kívüli Jefferson vonalát, amit 1983-ig teherszállításra használtak. A villamosok elsőbbsége érdekében megvásárolt szakaszt 1990-től a nosztalgiavillamosok használták. Habár a nosztalgiajáratok csak időszakosan közlekedtek, a tisztségviselők továbbra is gondolkodtak a menetrend szerinti közlekedés beindításában, főleg, miután a közelben 2001-ben elindult a Portland Streetcar. A TriMet 2004-es tanulmánya alapján gazdaságosabb lenne a korábban vásárolt vágányokon villamost indítani, mint tram-traint. 2007 decemberében az agglomerációs tanács az új vonal hatásaira vonatkozó környezettanulmányt rendelt meg, valamint megvizsgálták, hogy villamosok, vagy expresszbuszok indítása lenne-e költséghatékonyabb. Forráshiány miatt a kivitelezés késett, de 2009 tavaszán a helyi hivatalok hozzájárultak a finanszírozáshoz.
A javaslat szerint a vonal a Willamette Shore Trolley (nosztalgiavillamos) létező pályáján haladt volna annak SW Lowell St végállomásáig, majd onnan a dél felé, a délnyugati Moody sugárúton közlekedett volna tovább a Lake Oswegó-i északi State utca és északi North Shore körút találkozásánál fekvő bevásárlóközpontig. Ezzel a 43-as utat akarták tehermentesíteni, amit az egyes szakaszok nagy meredeksége miatt túl drága lenne szélesíteni. A villamosjáratnak 10–11 megállója lett volna; pályája kétvágányú, két vagy három egyvágányú szegmenssel, mert bizonyos helyeken túl szűk a hely. A tervezett megállók: Hamilton Ct, Boundary St, Pendleton St, Carolina St, Nevada St, Sellwood Bridge, Riverwood Rd, Briarwood Rd, 'B' Ave és Lake Oswego. A projekt részeként a végállomáshoz közel egy 400 férőhelyes P + R parkoló is épült volna.
2012 januárjában a projektet hivatalosan is felfüggesztették, miután a tervezett nyomvonal mellett élők ellenezték, a Lake Oswegó-i hivatalnokok pedig túl drágának találták, valamint szerintük negatív életmód-változással is járna.

## Összehasonlítás a traim-trainnel
A tram-trainnel szemben a villamosok nagyrészt az utcaszinten, a közúti forgalommal együtt haladnak, a kereszteződésekben pedig nem biztosított elsőbbségük, kivéve néhány esetet, amikor a kanyarok íve nem teszi lehetővé, hogy más járművek is elférjenek. Portlandben ezt a megoldást költséghatékonysága miatt, illetve a folyamatosabb forgalomáramlás és a parkolóhelyek megtartása miatt választották, de ezzel egy időben a villamosok sebességét is mérsékelni kellett. A megvalósítást az is segítette, hogy míg a MAX-nál a pályát, illetve a területet meg kellett vásárolni, a villamosnál azok már eleve az önkormányzat tulajdonában voltak. Másik tényező, hogy a rövidebb és könnyebb járműveknek köszönhetően a lefektetendő vágányzat ára is csökkent: a villamosnál 310, míg a tram-trainnél 460 mm mélyen helyezkedik el.

### Kompatibilitás a Metropolitan Area Express-szel
A villamosok 20,12 méter, míg a MAX járművei 26,82–28,96 méter közötti hosszúságúak, valamint előbbiek soha nem közlekednek csatolt üzemben. A megállók ezáltal jóval olcsóbbak, a villamosok kapacitása pedig körülbelül egyharmada a vonatok kapacitásának.
Mindkét rendszer normál nyomtávolságon üzemel, de a villamossínek ágyazata alacsonyabb (31 centiméter). A 750 voltos feszültségnek köszönhetően a villamosok használhatják a Metropolitan Area Express pályáját; ezzel számoltak abban az esetben, ha olyan, komolyabb szervizelési munkálatokat kell elvégezni, amit a város saját remízében nem lehet megoldani. A két hálózat két ponton van összekötve: a 10. utcánál (Morrison) fekvő egyvágányos szakaszon, ahol a kék- és piros vonalak nyugat felé tartó oldala érhető el, illetve a Tilikum Crossing két végén, ahol a villamosok és a narancssárga vonal ugyanazon vágányokon mennek át a hídon.
Mivel a TriMet flottája nagyobb, karbantartóhelyeik is jobban felszereltek; ezért a villamosok forgóvázait néhányszor a kék vonal Ruby Junction/East 197th Ave megállójától nem messze lévő Ruby Junction remízben javították. Mivel a kocsik 64 km/h sebességre képesek a MAX vonatainak 89 km/h-s sebességével szemben, valamint jelzőrendszerük különbözik, a szállításokat éjszakára kellett időzíteni, viszont a pályakarbantartási munkálatok is ekkor zajlottak. A probléma leküzdésére az üzemeltetők a problémás alkatrészek kiszerelést, és közúti szállítást találták ki. Később, a keleti szárnyvonal építésével egyszerre egy saját, nagyobb kapacitású remíz építését is tervbe vették, így nem kell a forgóvázakat a Ruby Junction-i vagy elmonicai karbantartóbázisokra szállítani.
Míg a Portland Streetcar járművei közlekedhetnek a MAX vonalain, utóbbi járművei túl nehezek és túl szélesek ahhoz, hogy a villamos pályáján haladjanak.

## A Portland Streetcar által inspirált más hálózatok
2005-ben Toronto város közlekedési szakemberei Portlandbe látogattak, hogy megvizsgálják a település Škoda villamosait, amikkel a kiöregedő szóló- és csuklós kocsikat kívánták leváltani, mivel a Škodák mérete megfelelő lenne a közös használatú utcákra. A Škoda végül nem tett ajánlatot, így Toronto a Bombardier Flexity Outlook járműveit vásárolta meg.
2014. július 25-én indult el az arizonai Tucson kötöttpályás közlekedési rendszere, a Sun Link, ahol a portlandi Škoda villamosok módosított, a helyi viszonyokban is helytálló klímával felszerelt változatát használják.

## Fordítás
- Ez a szócikk részben vagy egészben  a   Portland Streetcar című angol Wikipédia-szócikk ezen változatának fordításán alapul.  Az eredeti cikk szerkesztőit annak laptörténete sorolja fel. Ez a jelzés csupán a megfogalmazás eredetét és a szerzői jogokat jelzi, nem szolgál a cikkben szereplő információk forrásmegjelöléseként.